# João Baptista Gomes
João Baptista Gomes, João Bautista Gomes, ou, simplesmente, João Gomes (Veiros (Estremoz), século XVI/XVII – Vila Viçosa, 1653) foi um compositor português do Renascimento tardio e Barroco inicial.

## Biografia
João Baptista Gomes nasceu na freguesia de Veiros, atualmente no concelho de Estremoz, no final do século XVI ou início do século XVII. Recebeu a sua formação musical na Sé de Portalegre com o grande mestre António Ferro. Este mestre portalegrense formou outros dois grandes nomes da música portuguesa, Manuel Leitão de Avilez e Manuel Tavares que trabalharam em Espanha como mestres de capela. João Gomes não seguiu uma carreira semelhante; foi capelão e tesoureiro-mor da Capela Ducal do Paço de Vila Viçosa durante a primeira metade do século XVII e compôs obras sacras e vilancicos. Morreu em Vila Viçosa no ano de 1653.
Algumas das suas composições encontravam-se depositadas na Biblioteca Real de Música antes da sua destruição pelo Sismo de Lisboa de 1755; outras, a saber, 9 vilancicos, subsistiam ainda, guardadas na Biblioteca Pública de Évora, em 1900.

## Obra
- 9 vilancicos na Biblioteca Pública de Évora[1]

### Obra perdida
- Na Biblioteca Real de Música:[1][3]
  - “Una blanca nube”, solo e 6 vozes (vilancico do Santíssimo Sacramento)
  - “En Belen ay missa nueva” a 8vv (vilancico dos Reis)
  - Missa do oitavo tom a 12vv
  - “Plaudat nunc organis Maria” a 8vv
  - “Magnificat” do primeiro tom a 8vv
  - “Magnificat” do primeiro tom a 12vv
  - “Lauda Hierusalem” do oitavo tom, a 8vv
  - “Subvenite sancti Dei” a 6vv